# Ortsnetz
Ein Ortsnetz in einem Telefonnetz bezeichnet einen auf eine oder mehrere Ortschaften geografisch begrenzten Teil des Zugangsnetzes. In Ländern ohne nationale Rufnummernportabilität der Teilnehmerrufnummern (wie in Deutschland) umfasst ein Ortsnetz alle Anschlüsse, die unter derselben Ortsnetzkennzahl zu erreichen sind. Die Grenzen eines Ortsnetzes orientieren sich in der Regel an den zur Zeit der Etablierung des Telefonnetzes aktuellen politischen Stadt- und Gemeindegrenzen.
Ein Ortsnetz besteht aus:

Struktur des Ortsanschlussnetzes

- einer abgesetzten peripheren Einheit (APE) oder einer (bei mittelgroßen Orten) Ortsvermittlungsstelle (OVSt) oder (bei großen Orten) einer OVSt mit mehreren APE. Jede dieser Einrichtungen ist in einem Hauptverteiler-Standort untergebracht und versorgt einen eigenen Anschlussbereich.
- den zugehörigen „Vorfeldeinrichtungen“, wie zum Beispiel Kabelverzweiger und Endverzweiger
- den Teilnehmereinrichtungen
- den Leitungen zwischen diesen Bestandteilen (Teilnehmeranschlussleitung)

Kleine Orte haben meist keine eigene Ortsvermittlungsstelle, sondern sind über Ortskabel an die nächste angeschlossen. Die Anbindung erfolgt relativ selten analog im Niederfrequenzbereich. Meist werden abgesetzte periphere Einheiten der nächstgelegenen OVSt eingesetzt, die die Sprachkanäle in PCM-Multiplextechnik übertragen.
Im Regelfall bedeckt ein Ortsnetzbereich die Flächen mit einem Radius von ca. 5 km um die Hauptverteiler. In Deutschland gibt es 5200 Ortsnetze.
Die Vermittlungsstellen verschiedener Ortsnetze können über Ortsverbindungsleitungen (OVl) miteinander verbunden (vermascht) sein, über die so genannter Querverkehr zwischen den so verbundenen Ortsnetzen stattfindet.  In der digitalen Technik sind das aber keine Leitungsbündel mehr, sondern ebenfalls PCM-Multiplex-Strecken.
In Deutschland verweist die Ortsnetzkennzahl 0621 als einzige auf zwei getrennte Ortsnetze: Ludwigshafen am Rhein und Mannheim.

## Einzelbelege
1. ↑  Bundesnetzagentur – Ortsnetzrufnummern